# William Wrede
Georg Friedrich Eduard William Wrede (1859 - 1906) va ser un teòleg alemany.
Important autor del moviment de recerca del Jesús històric. En la seua obra El secret messiànic en l'evangeli de Marcos (1901) fa veure que aquest evangeli segueix una estructura segons un interès teològic i catequètic. Per tant, no és de caràcter històric, en el sentit modern de la paraula. Segons la seua tesi, Jesús no tenia la consciència messiànica que li atribueix la comunitat cristiana de l'entorn de Marc, per aquest motiu recorren al recurs literari del "secret messiànic" pel qual Jesús prohibia als seus deixebles dir que era el messies.
Aquesta obra elimina la possibilitat de tractar l'evangeli de Marc com una font històrica, igual que havia ocorregut anteriorment amb els altres tres evangelis. Aquest fet va ser determinant al deixar a l'Escola Liberal (Ernest Renan, Bernhard Weiss, Adolf von Harnack) sense eines en la reconstrucció del Jesús històric. Va marcar les bases per al desenvolupament de l'escepticisme que va tenir lloc en els últims anys de l'antiga recerca del Jesús històric.

## Obra
- El secret messiànic en l'evangeli de Marc (Göttingen, 1901)

«William Wrede» (en castellà). Enciclopedia Libre Universal. «El contingut d'aquest article incorpora material adaptat d'una entrada de la Enciclopedia Libre Universal, publicada sota llicència GFDL.»